# Шаповал Ілько Ісакович
Ілько́ Ісакович Шапова́л (1889, с. Шабалинів, Сосницький повіт, Чернігівська губернія — †1973, Франція) — поручник Армії УНР.
Відповідно до українського законодавства є борцем за незалежність України у ХХ столітті.

## Життєпис

Українські ветерани Армії УНР, Візен-Шалетт-сюр-Луан, Франція, 1936 рік.
Сидять (зліва направо): 1. Олександр Свенціцький, 2. Петро Пашин, 3. Юрій Бацуца, 4. Олександр Удовиченко, 5. М. Левицький, 6. Павло Бушило, 7. Дем'ян Долотій, 8. Микола Ковальський.
Стоять (зліва направо): 9. Ілько Шаповал, 10. Михайло Левицький, 11. Михайло Пастушенко, 12. Володимир Говорів, 13. Дмитро Бакум, 14. Володимир Григораш, 15. Яків Тимошенко, 16. Тадей Нетреба, 17. Дмитро Климів, 18. Галаган, 19 або 21. Іван Кислиця, 22. Михайло Сачок, 23. Іван Охмак, 24. Єфрем Балинський, 25. Антін Більський

Народився у селі Шабалинів Сосницького повіту на Чернігівщині у родині селян Ісака Петровича і Анастасії Вакулівни. 
Учасник Перших Визвольних змагань 1917—1921 років, у званні поручника Армії УНР. Розпочав службу у дієвий Армії УНР у званні хорунжого, підвищений до звання поручника після липня 1920 року, 3-тя Залізна стрілецька дивізія Армії УНР.
У 1922 р. одружився з 24-річною Марією Степанівною Ткач із села Оршівці Кіцманського повіту на Буковині.
Помер у 1973 році у Франції, похований на православному кладовищі у Шалетт-сюр-Луен.

## Нагороди
Хрест Симона Петлюри (нагороджений під № 34)